# Kościół Bożego Ciała w Głogowie

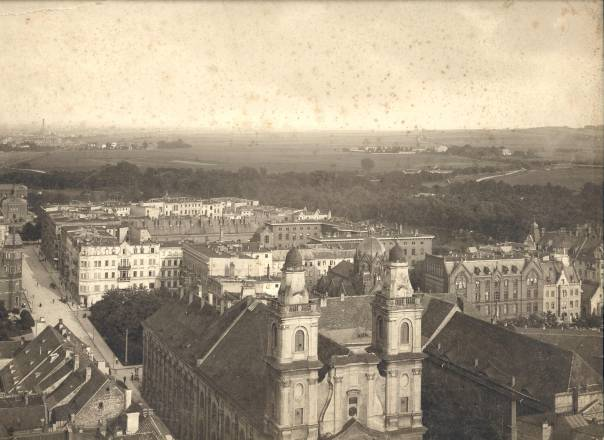
W roku 1915

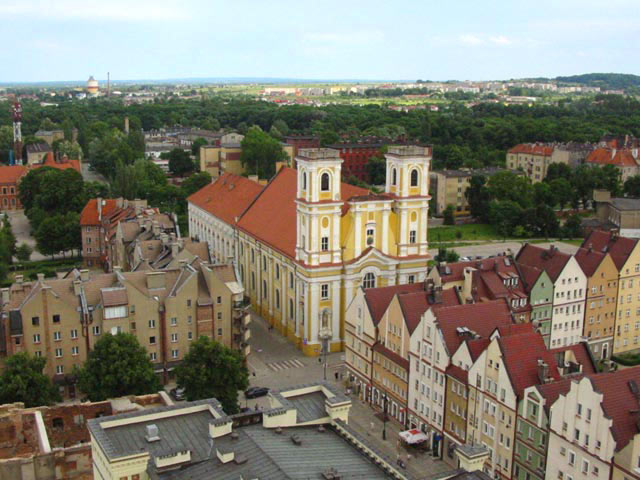
W roku 2002

Kościół pw. Bożego Ciała w Głogowie – późnobarokowy kościół znajdujący się na głogowskiej starówce, niedaleko ratusza.

## Historia
Najstarsza wzmianka o świątyni pochodzi z 1403 r. Wówczas była to bardzo skromna kaplica. W 1420 r. została rozbudowana i spełniała rolę kaplicy zamkowej. W roku 1666 rozpoczęto tu budowę kolegium Jezuitów, zaś w latach 1696–1702, powstał w tym miejscu kościół zbudowany według projektu architekta włoskiego Giulio Simonettiego. Po pożarze w 1711 r. świątynię odbudował wrocławski budowniczy J.B. Peintner. Ostateczny wyraz architektoniczny kościół otrzymał dopiero ok. 1730 r., kiedy to A. Karinger ukończył fasadę. Przy ponownej restauracji w latach 1795–1797, którą kierował architekt Aloys Molinari, część fresków wykonana została przez romantycznego pisarza, muzyka i malarza E.T.A. Hoffmanna, który w tych latach odbywał praktykę w sądzie głogowskim. Poprzez jego opowiadanie fantastyczne Die Jesuitenkirche in G. (ok. 1817) kościół i Głogów wszedł do literatury.

### Okres II wojny światowej
Po bombardowaniu w 1945 zupełnemu zniszczeniu uległ dach i hełmy obu wież świątyni. Odbudowany został etapami po wojnie. Niewiele zachowało się z oryginalnego wystroju wnętrza. Ołtarz i organy pochodzą z protestanckiego kościoła w Kożuchowie. Nie zachowały się przedwojenne hełmy wież. Ze zniszczonego kolegium zachowały się tylko mury kapitalne skrzydła, będącego przedłużeniem korpusu kościoła. W ścianę dawnego klasztoru wmurowany pod koniec XIX w. portal z kamienicy Rynek 26 autorstwa Johanna Pola z Głogowa, po 1945 r. silnie zniszczony.

### Remont w XXI wieku
W połowie 2018 roku rozpoczęto pierwsze prace budowlane mające na celu wzmocnienie wież przed osadzeniem hełmów. Wzmocniono ściany i stropy, a także zamontowano nowe schody. 21 grudnia 2019 r. po ponad 70. latach wieże kościoła odzyskały dawne oblicze – na szczycie wież zamontowano pozostałe brakujące elementy hełmów. Każdy hełm składa się z części betonowej i z części stalowej, pokrytej miedzianą blachą. Zwieńczeniem hełmu jest kula opleciona przez węża, a powyżej niej znajdują się symbolizujący eucharystię kielich oraz krzyż.
Dolne, betonowe części hełmu na wieży południowej osadzono w październiku 2018 roku, a te na wieży północnej w lipcu 2019 roku. Metalowe elementy wieży zostały wykonane ze stali nierdzewnych i powleczone złotem w Rosji, 150 km za Moskwą. Ważą prawie 2 tony, a ułożone wcześniej elementy betonowe 33 tony. Każdy z hełmów ma 15 metrów wysokości.
Kościół Bożego Ciała ma obecnie 50 metrów wysokości (przed założeniem hełmów miał 35 m). Wieża północna będzie pełniła rolę punktu widokowego i będzie udostępniona zwiedzającym.